# هونزروک ۱۰۲۵۴
سیارک ۱۰۲۵۴ (به انگلیسی: 10254 Hunsruck، نامگذاری:2314T-2) ده هزار و دویست و پنجاه و چهارمین سیارک کشف شده‌است که در ۲۹ سپتامبر ۱۹۷۳ کشف شد.
قدر مطلق سیارک برابر ۱۶٫۲ است.